# 古城街道 (寿光市)
古城街道，是中华人民共和国山東省潍坊市寿光市下辖的一个乡镇级行政单位，与潍坊（寿光）高新技术产业开发区实行“区街合一”建制。

## 行政区划
古城街道下辖以下地区：
义和村、古城二村、前王村、后王村、古城一村、前疃村、瓦庙村、金旺村、贺家东村、贺家西村、莱坞村、桥子村、顶盖村、徐家庄子村、苗家桥村、单家庄村、久安官一村、久安官二村、久安官三村、石头屋村、更新庄村、兴旺官村、东罗桥村、西罗桥村、十里铺村、常治官村、太平官村、袁家官村、赵家庄村、赵家井子村、庵头村、北冯村、俎家庄村、桑家官庄村、刘官村、北洛村、尚家庄村、临泽一村、临泽二村、临泽三村、南孙云子村、北孙云子村、垒村、周家庄村、北马范村、沙埠屯村、杨庄村、贾庄村、王家庄村、戴家庄子村、刘家庄村、范家庄东村、范家庄西村、罗家庄村、范家沟子村、安家庄村、刘家崖子村、曹家庄村、杨家庄村、野虎村和罗庄村。

## 人口
2010年中国第六次人口普查时，古城街道共有人口60149人。共有家庭17469户，平均每户3.16人。14岁以下的少年儿童共8881人，占总人口14.76%；15-64岁人口共45080人，占总人口74.94%；65岁及以上的老年人共6188人，占总人口的10.28%。男性共计31260人，占总人口51.97%；女性共计28889，占总人口48.02%。本地居住的人口中，拥有本地户籍的人口为52167人，占86.72%。